# Ha-203
Ha-203 — підводний човен Імперського флоту Японії, споруджений під час Другої світової війни.
Корабель належать до типу Ha-201, представники якого стали першими бойовими підводними човнами третього рангу у складі Імперського флоту за більш ніж чверть століття (після споруджених в часи Першої світової війни субмарин типу S1). Ці кораблі планували використовувати для оборони Японських островів (атаку на які відвернула лише капітуляція Японії).
Ha-203 спорудили на корабельні ВМФ у Сасебо менш ніж за два місяці до капітуляції. Він так і не встиг взяти участі у бойових діях, а у вересні 1945-го потрапив під контроль союзників. 1 квітня 1946-го човен затопили у Східнокитайському морі.